# Малу-ку-Флорі (комуна)
Малу-ку-Флорі (рум. Malu cu Flori) — комуна у повіті Димбовіца в Румунії. До складу комуни входять такі села (дані про населення за 2002 рік):
- Капу-Коастей (695 осіб)
- Копечень (270 осіб)
- Малу-ку-Флорі (931 особа)
- Міклошаній-Марі (138 осіб)
- Міклошаній-Міч (685 осіб)

Комуна розташована на відстані 105 км на північний захід від Бухареста, 31 км на північний захід від Тирговіште, 143 км на північний схід від Крайови, 64 км на південний захід від Брашова.

## Населення
За даними перепису населення 2002 року у комуні проживали 2719 осіб, усі — румуни. Усі жителі комуни рідною мовою назвали румунську.
Склад населення комуни за віросповіданням:
| Релігія       | Кількість осіб | Відсоток |
| ------------- | -------------- | -------- |
| православні   | 2708           | 99,6%    |
| римо-католики | 4              | 0,1%     |
| п'ятдесятники | 2              | 0,1%     |
| адвентисти    | 2              | 0,1%     |
| лютерани      | 2              | 0,1%     |